# Калмиков Олександр Федорович
Олекса́ндр Фе́дорович Калмико́в (нар. 30 листопада 1957, Київ) — український живописець, графік. Член Національної спілки художників України від 1990 року.

## Біографічні відомості
1986 року закінчив Київський художній інститут (нині НАОМА — Національна академія образотворчого мистецтва і архітектури). Педагоги з фаху — Т. Лящук, О. Штанко.
Основні твори: «Не альбомне», «Ілюзія про ілюзію», «Міжсезоння», «Сплеск літа, що зникає».

## Поштові марки

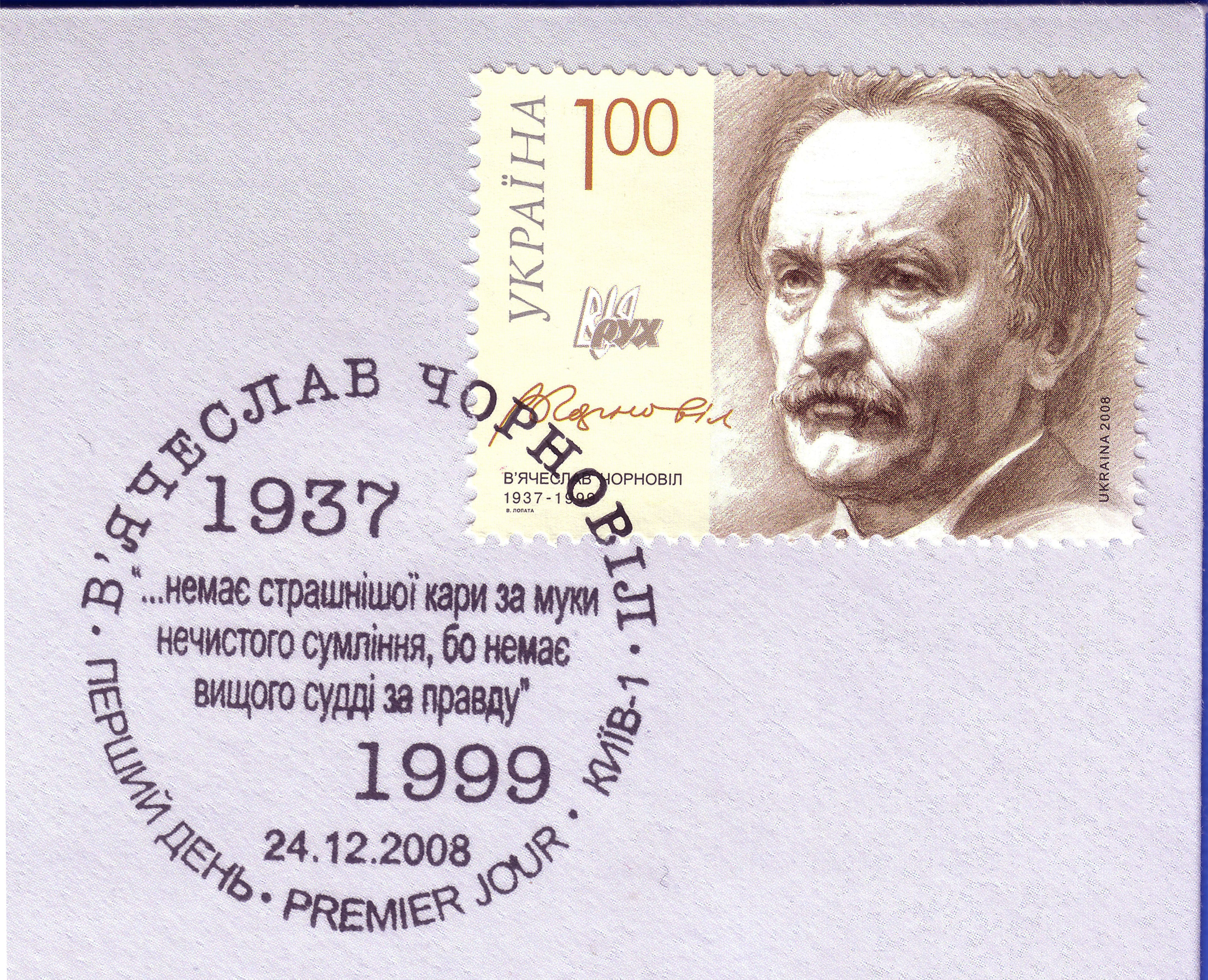
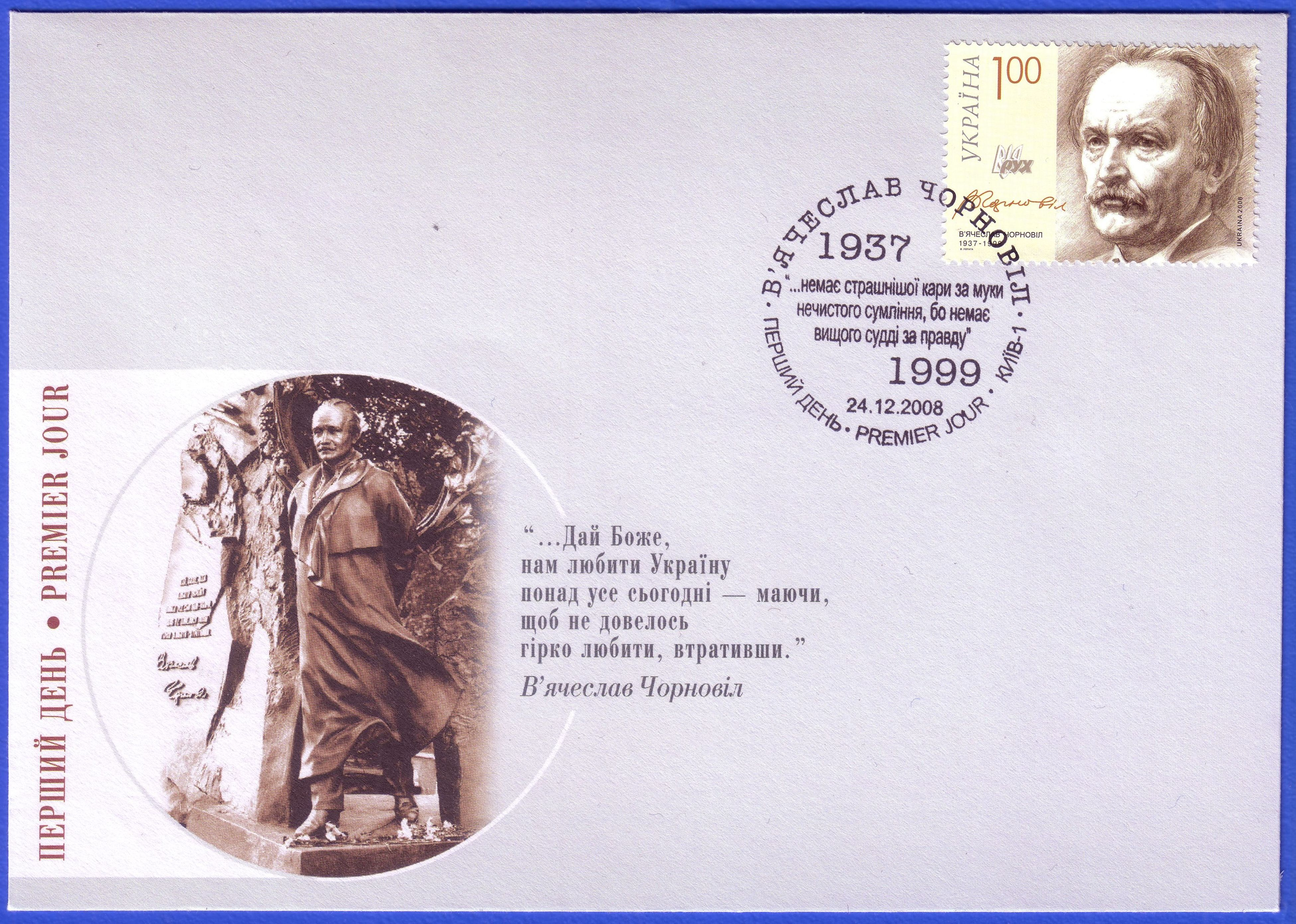

- Поштова марка із кам'янецькою фортецею визнана однією із найкращих // новини Кам'янця-Подільського, 17 травня 2018 р.

Марка із зображенням кам'янецького замку в серії «Краса і велич України. Хмельницька область» художника Олександра Калмикова посіла третє місце у конкурсі поштових мініатюр.
Серія започаткована 2013 року і є однією з найвидатніших серій Укрпошти. Її дизайн створює Олександр Калмиков, член Національної спілки художників України, який працює в галузі графічного дизайну, живопису та графіки.
- 1 місце посів художній поштовий блок № 142 «Краса і велич України. Закарпатська область», художник Олександр Калмиков
- 09.09.2013 р. вводиться в обіг поштовий блок № 116 з марок № 1311—1314 «Краса і велич України. Вінницька область» . Художник блоку та штемпелів Олександр Калмиков
- 10.09.2010 р. вводиться в обіг поштова марка № 1055 «Олександр Потебня. 1835-1891». Художник марки — Олександр Калмиков
- Краса і велич України / „Укрпошта“ продовжує випуск бльоків поштових марок серії «Краса і велич України» (художник Олександр Калмиков). 27 липня 2019 року введено в обіг бльок «Донецька область» з чотирьох марок: «Свято-Успенська Святогірська лавра, Святогірськ»; „«Заповідник „Кам'яні могили“», село Назарівка; «Білосарайський маяк»; «Терикони, смт Курахівка» // Свобода, 20 лютого, 2020.